# 纳迪尔·扎哈比
纳迪尔·扎哈比（阿拉伯语：‎，1946年10月7日—）是一位约旦政治家。曾先后担任约旦皇家空军后勤助理指挥官（1992－1994）、皇家约旦航空CEO（1994－2001）、交通大臣（2001－2003）、亚喀巴经济特区管理委员会行政长官（2004－2007）等职。2007年当选约旦首相。